# Tatort: Wo ist Mike?
Wo ist Mike? ist ein Fernsehfilm aus der Krimireihe Tatort. Der vom Bayerischen Rundfunk produzierte Beitrag ist die 1168. Tatort-Episode und wurde am 16. Mai 2021 im deutschen Sender Das Erste erstgesendet. Das fränkische Ermittlerduo Voss und Ringelhahn ermittelt seinen siebten Fall.

## Handlung
Seit drei Tagen ist der fünfjährige Mike verschwunden. Seine getrennt lebenden Eltern meinen, dass ihr Sohn beim jeweils anderen Elternteil ist, bis der Irrtum auffällt und sie einander wütend beschuldigen. Ringelhahn und Voss übernehmen den Fall.
Während Paula Ringelhahn auf Wolke sieben schwebt und bei ihrem neuen Freund, dem Lehrer Rolf Glawogger aus Bamberg, übernachtet, führt ein Verdacht Felix Voss just zu jenem Lehrer. Der ist bereits aktenkundig, denn zwei Schüler haben ihn erst kürzlich beschuldigt, sie sexuell belästigt zu haben, und Anzeige erstattet. Glawogger ist vorerst vom Dienst suspendiert, das Verfahren läuft noch. Ringelhahn wusste von nichts und kann ihm für die Nacht ein Alibi geben, in der Mike verschwand. Zu ihrem Entsetzen entdeckt sie in einer schlaflosen Nacht den toten Mike in Glawoggers altem Schrank im Keller. Irritiert, da sie nicht weiß, wie sie das einordnen soll, zieht sie sich von Glawogger zurück, der nun von der Polizei in Gewahrsam genommen wird. Nachdem einer der beiden Jungen den Lehrer entlastet, indem er aussagt, sie hätten sich die sexuelle Belästigung nur ausgedacht, und sich die Todesursache von Mike als natürlicher Herzstillstand herausstellt, wird Glawogger aus der U-Haft entlassen.
Noch wissen die Kommissare nicht, dass der 17-jährige Titus sowohl den Jungen kannte und ihm immer wieder geholfen hat, wenn die Eltern von Mike einander in den Haaren lagen, als auch den Lehrer, der für ihn wie ein Ziehvater ist. Der junge Mann wird nach einem Trip nach Amsterdam nackt auf dem Domplatz in Bamberg gefunden. Aus der Psychiatrie, wo er mit seinen psychotischen Schüben bekannt ist, wird er von seiner Mutter abgeholt. Auf seinem Unterarm steht mit Kuli das Wort „Schrank“.
Titus hat wohl in der Vergangenheit die Geborgenheit eines Versteckes gegen seine eigene Angst erlebt und so versteckte er Mike, als dieser ihn mal wieder um Hilfe bat, im Schrank des Lehrers. Ein unentdeckter Herzfehler von Mike und die Tatsache, dass sich der Schrank nicht von innen öffnen ließ, führten zu dem tragischen Unglück.

## Hintergrund
Der Film wurde vom 3. bis 19. März 2020 und nach der Corona-Unterbrechung vom 17. bis 30. November 2020 in Bamberg und Umgebung sowie an einem Tag in Amsterdam gedreht.

## Rezeption

### Kritiken
„Mit der Wahrheit ist es in diesem Krimi eine komplizierte Sache: Der Plot ist kunstvoll verschachtelt und wird aus verschiedenen, zum Teil stark verzerrten Wahrnehmungsebenen erzählt. Bitte glauben Sie nicht alles, was Sie sehen. […] In Kleinerts neuem Sonntagskrimi wird nun ausgerechnet das beschauliche Bamberg zu einem dunklen Erzähllabyrinth, durch das sich das Publikum getrieben sieht.“

„Fordernder Stoff, so gar nichts für Traditionalisten. Aber wer sich drauf einlässt, wird belohnt. Was ist denn wahr? Wahr ist zum Beispiel, dass die Schauspielriesen Hinrichs und Manzel zu den tollsten Ermittlerpaaren im Tatort zählen, professionell, empathisch und einander vollkommen kitschfrei zugewandt.“

### Einschaltquoten
Die Erstausstrahlung von Wo ist Mike? am 16. Mai 2021  wurde in Deutschland von 9,48 Millionen Zuschauern gesehen und erreichte einen Marktanteil von 27,6 % für Das Erste.